# Dog & Butterfly (альбом)
Dog & Butterfly (с англ. — «Собака и бабочка») — четвёртый студийный альбом американской рок-группы Heart, выпущенный 7 октября 1978 года на лейбле Portrait Records.

## Об альбоме
После тяжбы с Mushroom Records вокруг предыдущего альбома Magazine, вышедшего в апреле 1978 года и ставшего платиновым, Dog & Butterfly стал дважды платиновым, провёл 36 недель в американском чарте Billboard Top LPs & Tape, где достиг 17-й позиции. С музыкальной точки зрения альбом продолжал направление, выбранное группой на пластинке Little Queen 1977 года, и включал два хитовых сингла «Straight On» и «Dog & Butterfly».
Как отметили музыканты Heart, структура альбома соответствует его названию. Первая сторона альбома («Собака») является более роковой. Вторая («Бабочка») — содержит более медленные композиции, за исключением песни «Mistral Wind», демонстрирующей характерное для группы звучание: фолковые баллады, перетекающие во взрывной хард-рок.
Хотя первая песня «Cook with Fire» звучит как живая запись, в примечаниях к изданию 2004 года говорится, что она была записана на студии Sea-West вместе с остальными песнями. Звуки толпы из живого выступления были наложены на студийную запись.
Альбом был перевыпущен после ремастеринга в 2004 году в студии Epic / Legacy и включал три бонус-трека этого периода. Песня «Feels» была позже переработана и превратилась в «Johnny Moon», вошедшую в альбом Passionworks (1983).

## Список композиций
Слова и музыка всех песен — Энн Уилсон, Нэнси Уилсон, Сью Эннис, если не указано дополнительно.
| №  | Название         | Автор(ы)                                                       | Длительность |
| -- | ---------------- | -------------------------------------------------------------- | ------------ |
| 1. | «Cook with Fire» | Энн Уилсон, Нэнси Уилсон, Сью Эннис, Роджер Фишер, Говард Лизи | 4:57         |
| 2. | «High Time»      |                                                                | 3:21         |
| 3. | «Hijinx»         |                                                                | 3:31         |
| 4. | «Straight On»    |                                                                | 5:09         |

| №  | Название          | Автор(ы)                                          | Длительность |
| -- | ----------------- | ------------------------------------------------- | ------------ |
| 5. | «Dog & Butterfly» |                                                   | 5:24         |
| 6. | «Lighter Touch»   |                                                   | 5:03         |
| 7. | «Nada One»        |                                                   | 5:21         |
| 8. | «Mistral Wind»    | Энн Уилсон, Нэнси Уилсон, Сью Эннис, Роджер Фишер | 6:42         |

| №   | Название                                            | Автор(ы)                 | Длительность |
| --- | --------------------------------------------------- | ------------------------ | ------------ |
| 9.  | «Heartless» (запись концертного выступления на BBC) | Энн Уилсон, Нэнси Уилсон | 5:00         |
| 10. | «Feels»                                             |                          | 4:53         |
| 11. | «A Little Bit»                                      | Нэнси Уилсон             | 0:49         |

## Участники записи
Список участников приведен по конверту пластинки Dog & Butterfly, Portrait Records, каталожный номер: FR 35555:
Heart
- Энн Уилсон — ведущий вокал (песни 1—6, 8); бэк-вокал (песня 7); фортепиано (песня 6); колокольчик (песня 7)
- Нэнси Уилсон — акустическая гитара (песни 2, 4, 7, 8); двенадцатиструнная акустическая гитара (песни 5, 6); электрогитара; губная гармоника (песня 1); ведущий вокал (песня 7); бэк-вокал (песни 2, 5)
- Роджер Фишер — соло-гитара[23] (песня 3); электрогитара (песни 1, 2, 4, 8)
- Говард Лизи[англ.] — электрогитара (песни 1−4, 6, 8); мриданга (песня 1); электропиано (песни 3, 8); гитарный синтезатор ARP Avatar[англ.] (песня 6); бэк-вокал (песни 2, 7); оркестровка и дирижёрство (песни 6, 7); акустическое фортепиано, синтезатор Moog (песня 8)
- Стив Фоссен — бас-гитара (песни 1, 3−8); дхолак (песня 1)
- Майк Дерозьер — барабаны (песни 1−4, 6−8); колокольчик (песня 8)

Приглашённые музыканты
- Дик Адамс — вступительная речь (песня 1)
- Сью Эннис[англ.] — орган (песня 7)

| Технический персонал - Майк Фликер — продюсер, звукорежиссёр - Майкл Фишер — продюсер - Рик Кифер — инженер - Армин Штайнер — инженер звуковой обработки струнных партий - Томас Дж. Лэндон, Терри Готлиб — ассистенты инженеров - Джон Голден — мастеринг в студии Kendun Recorders, Бербанк | Технический персонал (художественное оформление) - Майк Дауд — художественный руководитель, дизайнер - Фу-Тун Чен — иллюстратор - Филип Чанг — дизайнер - Гэри Хери — фотограф |

## Позиции в хит-парадах
Альбом
| Год       | Хит-парад                                  | Высшая позиция | Пребывание в чарте |
| --------- | ------------------------------------------ | -------------- | ------------------ |
| 1978—1979 | Австралия (Kent Music Report)              | 48             | нет данных         |
| 1978—1979 | Канада (RPM 100 Albums)                    | 9              | 25 недель          |
| 1978—1979 | Нидерланды (Nationale Hitparade LP Top 50) | 46             | 1 неделя           |
| 1978—1979 | США (Billboard Top LPs & Tape)             | 17             | 36 недель          |
| 1978—1979 | Япония (Oricon)                            | 67             | нет данных         |

| Хит-парад (1979)                   | Позиция |
| ---------------------------------- | ------- |
| Канада (RPM Year-End)              | 54      |
| США (Billboard Top Popular Albums) | 32      |

Синглы
| Год               | Хит-парад                | Высшая позиция | Пребывание в чарте |
| «Straight On»     | «Straight On»            | «Straight On»  | «Straight On»      |
| ----------------- | ------------------------ | -------------- | ------------------ |
| 1978              | Канада (RPM 100 Singles) | 14             | 16 недель          |
| 1978              | США (Billboard Hot 100)  | 15             | 18 недель          |
| «Dog & Butterfly» |                          |                |                    |
| 1979              | Канада (RPM 100 Singles) | 51             | 5 недель           |
| 1979              | США (Billboard Hot 100)  | 34             | 10 недель          |

## Сертификации
| Регион                                                      | Сертификация  | Продажи    |
| ----------------------------------------------------------- | ------------- | ---------- |
| Канада (Music Canada)                                       | Платиновый    | 100 000^   |
| США (RIAA)                                                  | 2× Платиновый | 2 000 000^ |
| ^ Данные о тиражах приведены только на основе сертификации. |               |            |